# أبو يعقوب السجستاني
أبو يعقوب السِّجِسْتاني (القرن الرابع الهجري) هو فيلسوف إسماعيلي.
هو أبو يعقوب إسحاق بن أحمد السجزي، أو السجستاني. قيل أنه ولد سنة 271 هـ في سجستان، واختلف الباحثون في تحديد سنة وفاته، فقد ذهب « ماسينيون » و« ايفانوف » إلى القول أنّه مات سنة 331 هـ، لكن عارف تامر قال انه توفي بعد ذلك، استنادا إلى نقطتين، الأولى أن السجستاني كان أُستاذاً للكرماني الذي توفي نحو سنة 411 هـ، والثانية أن هناك نص صريح في كتاب « الافتخار » للسجستاني يذكر فيه أنّه وضعه سنة 360 هـ.

## السجستاني والفلسفة
كان أبو يعقوب السجستاني يعتبر بالدرجة الأولى عضواً في الدعوة الإسماعيلية السرية- أو كما تسمى ’الدعوة‘، كما هي معروفة باللغة العربية- والتي نشطت في مقاطعة خراسان وسجستان في إيران خلال القرن العاشر. ومن خلال النظر لنشاطاته والأعمال التي كتبها ضمن هذا السياق؛ فلقد كان مناصراً لهدف ديني وسياسي محدد يتضمن استعادة الشيعية مكانتها كقوة مسيطرة في العالم الإسلامي في ذلك الوقت. بالإضافة إلى ذلك كان السجستاني مدافعاً هاماً عن المذاهب الفلسفية التي ارتكزت بقوة على تيار الأفلاطونية الحديثة ومن ثم أصبحت متداولة في الأوساط الفكرية المختلفة في المراكز الرئيسية للعلوم الإسلامية. ولهذا السبب الأخير بشكل عام ولتعلقه الواضح في كتاباته الفلسفية بصيغة أصيلة من هذا الفرع من الفكر القديم، فقد حصل على مكانة هامة في تاريخ الفلسفة، على الرغم من أنه هو نفسه كان يصر على أنه لم يكن فيلسوفاً. 

### حياة السجستاني
كمية المعلومات المتبقية المعروفة عن حياته بالكاد تكون كافية بالرغم من ذكره في المصادر الإسماعيلية وغير الإسماعيلية، إلا أنه تم الحصول على معلومتين هامين من أحد أعماله الأخيرة: أنه كان في بغداد في عام 934 بعد أن عاد لتوه من الحج إلى مكة، وأنه كان قد ألف هذا العمل في حوالي عام 971 أو 972 . وكان قد توفي كشهيد في وقت لاحق من ذلك. حقيقة أخرى معروفة عنه كانت لقبه، ’بذرة القطن‘، والذي ذكره العديد من المراقبين باللغتين العربية والفارسية. كتب السجستاني (أو نقح) أعماله الموجودة الآن بإسمه في وقت كان أو أصبح من المؤيدين للأئمة الفاطميين، والذين كان يحكمون في ذلك الوقت من مقارهم بعيداً في شمال أفريقيا. تشير تلميحات في أعماله وغيرها من المعلومات بأنه ربما كان في وقت سابق قد انتمى إلى جناح منشق عن الحركة الإسماعيلية، كما كان الحال مع ما لا يقل عن اثنين من أسلافه الفلاسفة في إيران. وبالتالي فقد نظر إلى الأعمال التي كان قد كتبها قبل قبوله بالفاطميين كأئمة على أنها خاطئة مذهبياً، وكانت قد أهملت وبالتالي لم يبقى لها أثر بإستثناء تلك الأعمال التي قام بتنقيحها.

### كتابات السجستاني
ليست جميع أعماله الموجودة الآن مكتملة كما وأن واحداً من هذه الأعمال موجود فقط في نسخته الفارسية الأخيرة المعاد صياغتها عن الأصل العربي (الضائع). يوجد عدد قليل من النسخ المنقحة والمترجمة من أعمال السجستاني. كما وأن المحتوى الفلسفي في بعض أعماله أكثر بكثير من أعمال أخرى له. إعتاد السجستاني على تجميع كتاباته في سلسلة غير مترابطة من الفصول الموضوعية وأن يمزج بين تعاليم المذهب الإسماعيلي والفلسفة بشكل متناوب، ولكن في معظم الأحيان بدون تداخل، في مقاطع قصيرة. وبالتالي، كثيراً ما تظهر الأفلاطونية الحديثة في كتاباته بشكل منفصل- وإن لم يكن دائماً- عن إهتماماته الدينية المحددة. ولذا فإن موقفه الفلسفي يتضح فقط في أجزاء من أعماله، وخاصة في فصول محددة من كتبه ’الينابيع‘، ’المفاتيح‘، ’دلائل النبوة‘ و’كشف المحجوب‘